# Jule Brand
Jule Brand, née le 16 octobre 2002 à Germersheim en Allemagne, est une footballeuse internationale allemande, qui joue au poste d'ailière à l'OL Lyonnes.

## Biographie

### En club
Jule Brand commence à jouer au football dans les sections jeunes du FV Dudenhofen puis au JSG JFV Ganerb avant de rejoindre le FC Speyer 09. En 2018, l'Allemande rejoint le TSG Hoffenheim, où elle incorpore les moins de 17 ans puis les moins de 20 ans en 2. Bundesliga.

#### TSG 1899 Hoffenheim (2018-2022)
Après deux ans avec l'équipe 2, elle rejoint l'équipe première en 2020 en Bundesliga. L’équipe senior se qualifie pour la Ligue des champions féminine 2021-2022. Bien que l'équipe soit éliminée en phase de groupes de cette compétition, une série de performances accrocheuses, en particulier en faisant une passe décisive lors d’une victoire 4-1 à domicile, contre Arsenal, propulse Brand sur le devant de la scène.
Ses talents étant si demandés que le champion d'Allemagne, le VfL Wolfsburg, prend la décision de racheter Brand et son contrat à Hoffenheim qui expirait en 2023 en déclenchant une clause de sortie pour la lier à un contrat de trois ans dès l'été 2022.

#### VfL Wolfsburg (2022-2025)
Lors de l'obtention de sa signature avec le club du VfL Wolfsburg en février 2022, le directeur sportif de Wolfsburg, Ralf Kellermann, s'enthousiasme : « Jule n’est pas seulement l’un des talents les plus grands et les plus recherchés en Allemagne, mais aussi à l'échelle internationale. Avec sa vitesse et ses qualités offensives individuelles, Jule dégage un objectif extrême et un danger même à un jeune âge. De plus, elle correspond aussi parfaitement à notre profil d’exigence en termes de caractère » .
Elle rejoint le VfL Wolfsburg à l'été 2022 .
Le 26 octobre 2022, Jule Brand marque son premier but en Ligue des Champions face au SK Slavia Prague, victoire 2-0 lors de la deuxième journée des phases de groupes.

#### OL Lyonnes (2025-)
Le 22 mai 2025, l'OL Lyonnes annonce l'arrivée de Brand, en fin de contrat avec Wolfsburg, pour 3 saisons.

### En sélection
Brand fait ses débuts internationaux en équipe d'Allemagne lors d'un match amical le 10 avril 2021 contre l'Australie, remplaçant Tabea Waßmuth à la 60e minute. Deux minutes plus tard, elle marque son premier but international, marquant le 3-0 de l'Allemagne, avant d'aider Laura Freigang, à marquer le quatrième but à la 65e minute.
Le 18 juin 2022, elle est sélectionnée par Martina Voss-Tecklenburg pour disputer l'Euro 2022 en Angleterre.
Elle est médaillée de bronze lors des Jeux Olympiques de Paris à l'issue d'une victoire 1-0 contre l'Espagne grâce à un pénalty de sa compatriote Giulia Gwinn. Elle a disputé 555 minutes durant la compétition et a inscrit 1 but.
Lors de l'Euro 2025, elle commence très fort en inscrivant un but et offrant une passe décisive lors du match inaugural contre la Pologne. Cette performance lui offre le trophée de joueuse du match.  À l’issue de la compétition, elle est sélectionnée par le groupe des observateurs et observatrices techniques de l’UEFA pour intégrer l’équipe type du tournoi au poste d’attaquante droite.

## Statistiques
Mise à jour : le 29 juillet 2025
| Allemagne | Allemagne | Allemagne |
| Année     | Matchs    | Buts      |
| --------- | --------- | --------- |
| 2021      | 10        | 4         |
| 2022      | 6         | 2         |
| 2023      | 12        | 1         |
| 2024      | 14        | 2         |
| 2025      | 10        | 2         |
| Total     | 42        | 11        |

### Buts internationaux
| N°  | Date             | Lieu                                        | Adversaire | Bûts | Résultat | Compétition                                                   |
| --- | ---------------- | ------------------------------------------- | ---------- | ---- | -------- | ------------------------------------------------------------- |
| 1   | 10 avril 2021    | Brita Arena, Wiesbaden, Allemagne           | Australie  | 3–0  | 5–2      | Amical                                                        |
| 2.  | 26 octobre 2021  | Essen, Allemagne                            | Israël     | 1–0  | 7–0      | Qualification pour la Coupe du Monde Féminine de la FIFA 2023 |
| 3.  | 26 octobre 2021  | Essen, Allemagne                            | Israël     | 4–0  | 7–0      | Qualification pour la Coupe du Monde Féminine de la FIFA 2023 |
| 4.  | 26 novembre 2021 | Brunswick, Allemagne                        | Turquie    | 4–0  | 8–0      | Qualification pour la Coupe du Monde Féminine de la FIFA 2023 |
| 5.  | 24 juin 2022     | Erfurt, Allemagne                           | Suisse     | 6–0  | 7–0      | Amical                                                        |
| 6.  | 13 novembre 2022 | Red Bull Arena, New Jersey, États-Unis      | Etats-Unis | 0-1  | 2-1      | Amical                                                        |
| 7.  | 11 avril 2023    | Max-Morlock-Stadion, Nuremberg, Allemagne   | Brésil     | 1-2  | 1-2      | Amical                                                        |
| 8.  | 16 juillet 2024  | Heinz-von-Heiden-Arena, Hannovre, Allemagne | Autriche   | 3-0  | 4-0      | Qualification pour l'Euro 2025                                |
| 9.  | 25 juillet 2024  | Orange Vélodrome, Marseille, France         | Australie  | 3-0  | 3-0      | Jeux olympiques d'été 2024                                    |
| 10. | 05 juillet 2025  | Kybunpark, Saint-Gall, Suisse               | Pologne    | 1-0  | 2-0      | Euro 2025                                                     |
| 11. | 12 juillet 2025  | Stade du Letzigrund, Zurich, Suisse         | Suède      | 1-0  | 1-4      | Euro 2025                                                     |

## Palmarès

### En club
- VfL Wolfsburg
  - Coupe d'Allemagne féminine de football
    - Vainqueur : 2023
    - Vainqueur : 2024

### Sélection
- Équipe d' Allemagne
  - Championnat d'Europe
    - Finaliste : 2022

  - Jeux olympiques
    - Médaille de bronze en 2024

### Individuel
- Golden Girl 2022
- Sélectionnée dans l'équipe type UEFA de l'Euro 2025